# Kaarst

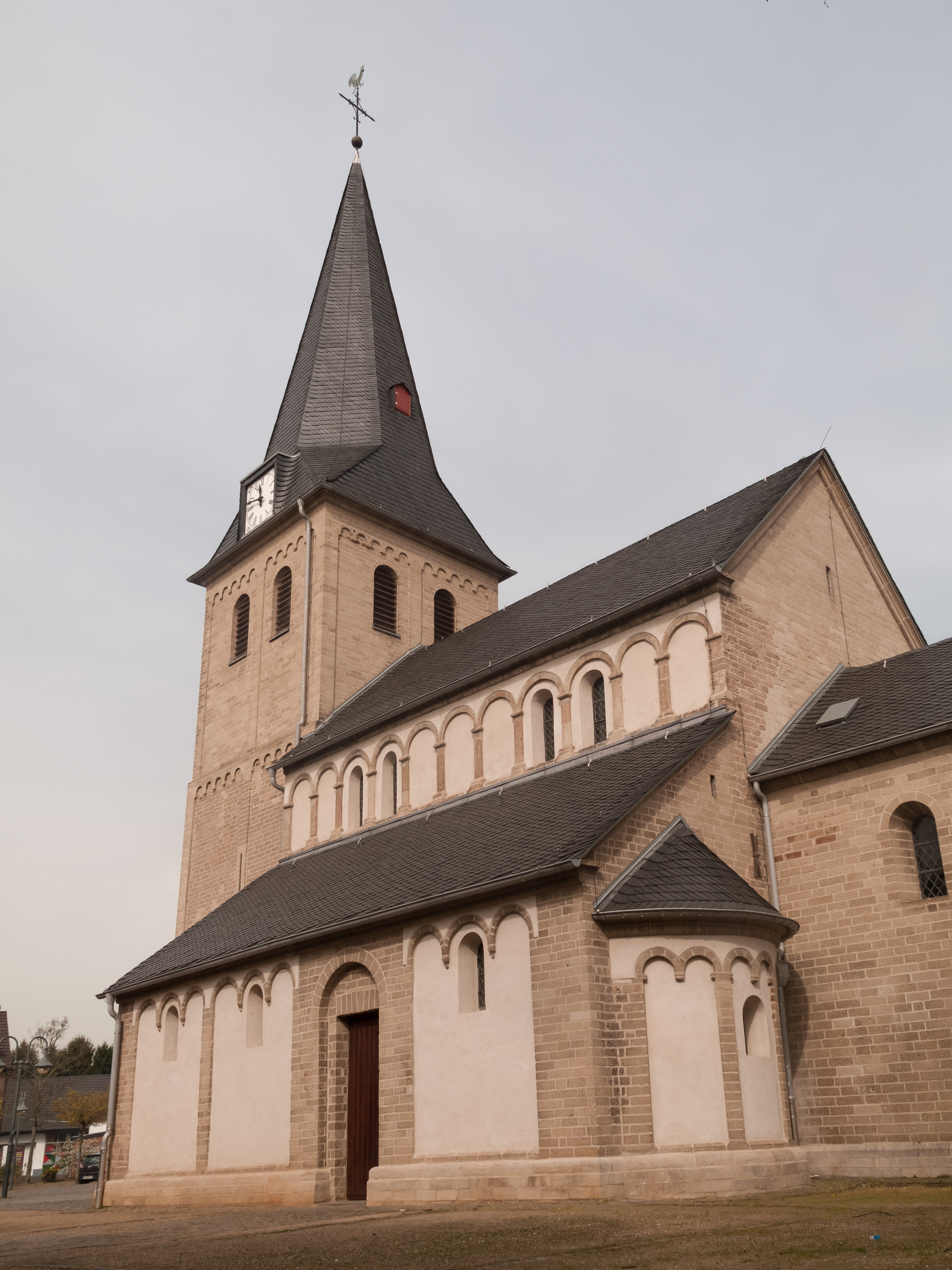
Église: die Alte Pfarrkirche Sankt Martinus

Kaarst est une ville de l'arrondissement de Rhin Neuss, dans le land de Rhénanie-du-Nord-Westphalie en Allemagne. Elle est située à 5 km de Neuss et à 12 km de Mönchengladbach.
Kaarst est jumelée avec La Madeleine (Nord, France).
La commune de Büttgen a été intégrée à celle Kaarst le 1er janvier 1975.